# Carenesycha carenata
Carenesycha carenata is een keversoort uit de familie boktorren (Cerambycidae). De wetenschappelijke naam van de soort is voor het eerst geldig gepubliceerd in 1990 door Martins & Galileo.